# Tipula (Lunatipula) subacuminata
Tipula (Lunatipula) subacuminata is een tweevleugelige uit de familie langpootmuggen (Tipulidae). De soort komt voor in het Palearctisch gebied.